# شارع ستة إلا ربع
شارع ستة ألا ربع شارع تجاري شهير يقع في وسط مدينة دير الزور في سورية.

## موقعه الجغرافي
يقع في قلب مدينة دير الزور ويربط شارع حسن الطه شرقاً بشارع سينما فؤاد غرباً، وقد ارتبط اسم شارع ستة إلا ربع باسم ديرالزور وتجاوزت شهرته المدينة، ويعتبر سوق تجاري نسائي بالدرجة الأولى، كما يوصف بأنه المركز الأول لآخر صيحات الموضة والأزياء ودخلت في الآونة الأخيرة محلات الألبسة الرجالية، وأصبحت الشوارع المتفرعة عنه أسواقاً بحد ذاتها وأخذ بعضها يمتد إلى الشوارع الأخرى مع افتتاح المزيد من المحال التجارية.

## سبب تسميته
هناك عدة أراء حول تسميته (ستة إلا ربع)، فالبعض يرى أن سبب التسمية يعود لعرض الشارع (ستة أمتار إلا ربع)، بينما يرى اخرون أن التسمية يطلقها أهالي المدينة على من يداوم على زيارة السوق من الشباب والشابات بأن عقله «ستة إلا ربع» أي غير مكتمل لكونه يهتم بقضايا العشق والغرام المرفوضة اجتماعياً، حيث يعتبر هذا السوق المكان الأول للقاء المحبين والعشاق.